# فرانك جوزيف هيوز
فرانك جوزيف هيوز هو قاضي ومحامي كندي، ولد في 26 نوفمبر 1883 في Peel County, Ontario ‏ في كندا، وتوفي في 14 أبريل 1967.